# Třída Parola
Třída Parola (jinak též třída Tubbataha) je třída víceúčelových hlídkových lodí filipínské pobřežní stráže. Jedná se o derivát japonská hlídková loď třídy Bizan. Jejich filipínská klasifikace je Multi-role Response Vessels (MRRV). Mezi jejich hlavní úkoly patří prosazování námořního práva, kontrola znečištění a záchranné operace. V letech 2016–2018 bylo do služby přijato celkem 10 jednotek této třídy. Plavidla jsou pojmenována podle významných filipínských majáků. Prototypová jednotka je pojmenována podle majáku na útesu Tubbataha.

## Stavba
Stavba hlídkových plavidel této třídy byla objednána roku 2015. Finance na stavbu plavidel Filipínám půjčilo Japonsko. Stavbu všech lodí této třídy zajistila japonská loďařská společnost Japan Marine United Corporation ve své loděnici v Jokohamě. Prototypová jednotka Tubbataha připlula 18. srpna 2016 z Japonska do Manily. Poslední dvě jednotky byly do služby přijaty 23. srpna 2018.
Jednotky třídy Parola:
| Jméno                            | Založení kýlu   | Spuštěna        | Vstup do služby    | Status  |
| -------------------------------- | --------------- | --------------- | ------------------ | ------- |
| BRP Tubbataha (MRRV-4401)        |                 | 12. května 2016 | 12. října 2016     | aktivní |
| BRP Malabrigo (MRRV-4402)        | 13. května 2016 | 4. října 2016   | 22. prosince 2016  | aktivní |
| BRP Malapascua (MRRV-4403)       |                 |                 | 7. března 2017     | aktivní |
| BRP Capones (MRRV-4404)          |                 |                 | 20. listopadu 2017 | aktivní |
| BRP Suluan (MRRV-4406)           |                 |                 | 20. listopadu 2017 | aktivní |
| BRP Sindangan (MRRV-4407)        |                 |                 | 20. listopadu 2017 | aktivní |
| BRP Cape San Agustin (MRRV-4408) |                 |                 | 28. března 2018    | aktivní |
| BRP Cabra (MRRV-4409)            |                 |                 | 28. března 2018    | aktivní |
| BRP Bagacay (MRRV-4410)          |                 |                 | 23. srpna 2018     | aktivní |
| BRP Cape Engaño (MRRV-4411)      |                 |                 | 23. srpna 2018     | aktivní |

## Konstrukce

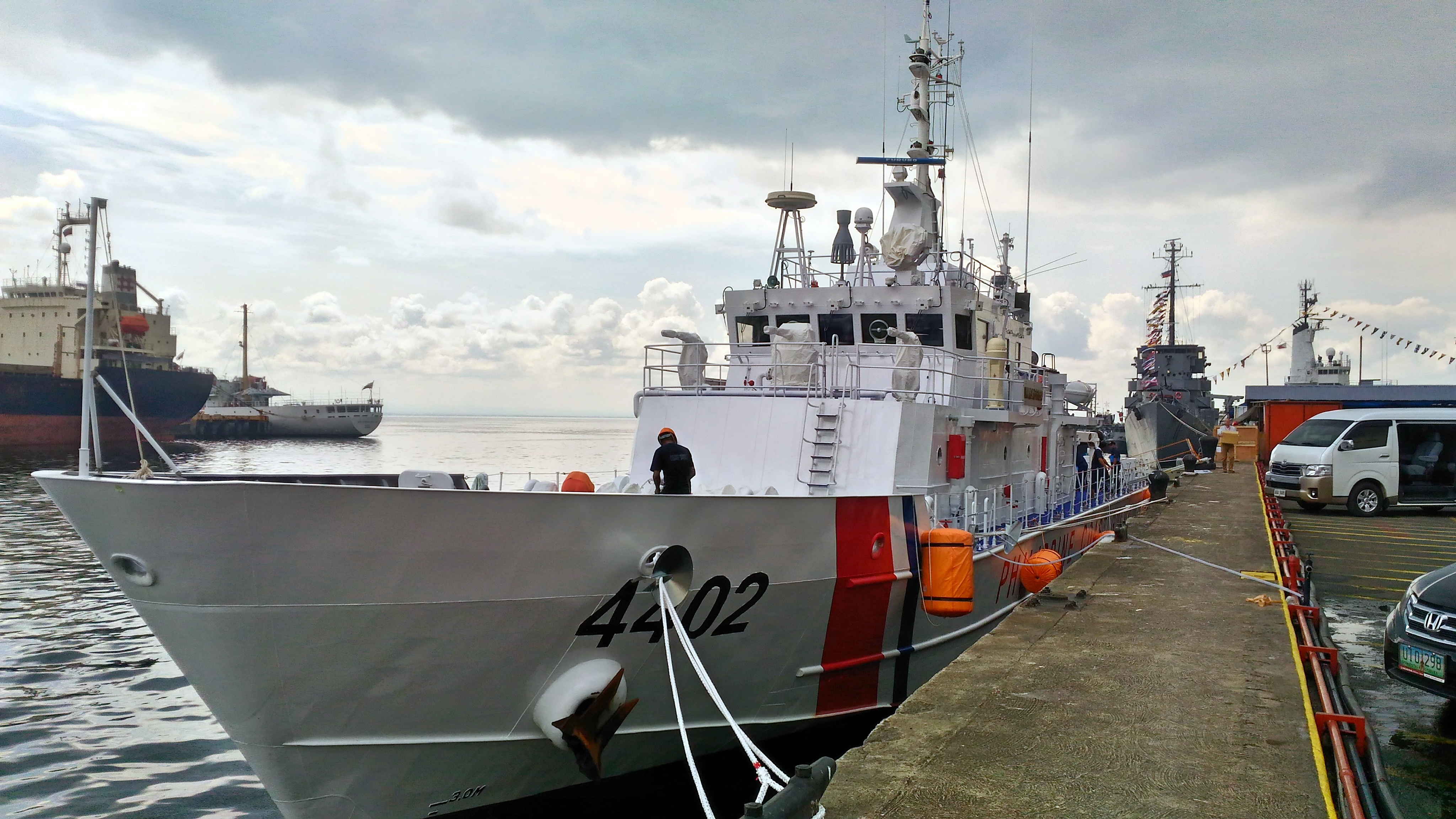
Malabrigo (MRRV-4402)

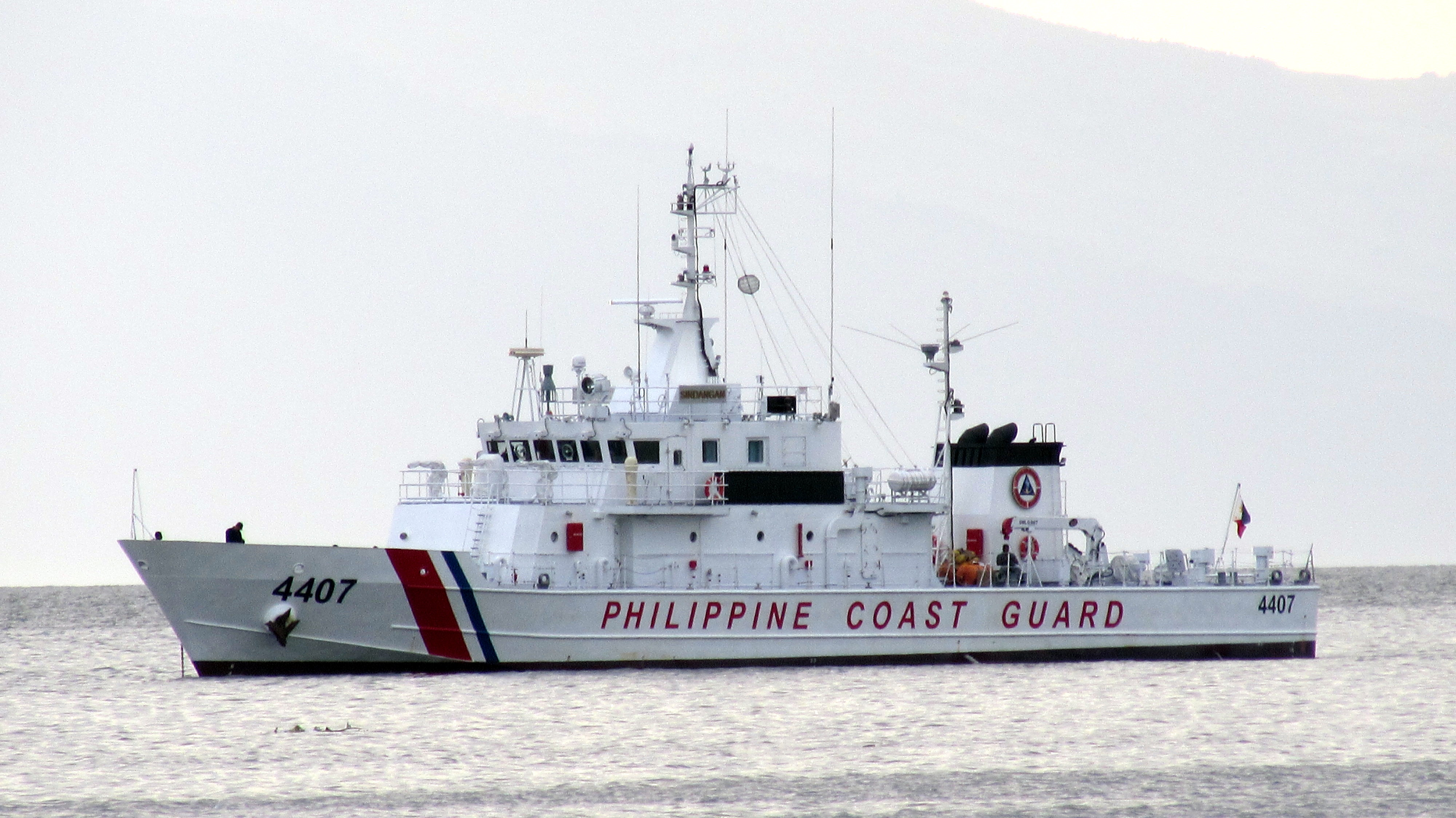
Sindangan (MRRV-4407)

Plavidla mají ocelový trup a nástavby ze slitin hliníku. Na zádi nesou jeden člun RHIB. Plavidla jsou také vybavena jedním vodním dělem na plošině před můstkem. Pohonný systém tvoří dva diesely MTU 12V 4000 M93L, každý o výkonu 3460 hp, pohánějící dva lodní šrouby s pevnými lopatkami. Nejvyšší rychlost dosahuje 27 uzlů. Cestovní rychlost je 16 uzlů a dosah 1500 námořních mil.